# Peter Sten
Peter Sten Hansen (født 9. september 1950) er en dansk radiovært. Han har siden 1. juni 1994 været ansat på DR’s regionalradio i Næstved, DR Sjælland, hvor han primært har været studievært. Fra 2011 blev han studievært på DR P5. Her havde han sit eget program, Peters Verden, og genoplivede De ringer, vi spiller, som ikke havde været sendt siden 2007. Fra 1. juni 2017 overtog han også Giro 413. Siden Peters Verden og De ringer, vi spiller blev nedlagt 1. januar 2019, har han udover Giro 413 også været vært på Dansktoppen. Peter Sten stoppede som vært 1. januar 2023 og gik endeligt på pension fra DR 1. oktober 2023.[kilde mangler]